# Armand Jean du Plessis de Richelieu
Pour les articles homonymes, voir Armand du Plessis, Jean du Plessis (homonymie), Plessis (homonymie) et Richelieu.
« Cardinal Richelieu » redirige ici. Pour le film, voir Cardinal Richelieu (film, 1935).
« Cardinal de Richelieu » redirige ici. Pour la rose, voir Cardinal de Richelieu (rose).
Armand Jean du Plessis de Richelieu, dit le cardinal de Richelieu, né le 9 septembre 1585 à Paris et mort le 4 décembre 1642 dans cette même ville, est un ecclésiastique et homme d'État français. Cardinal (1622), duc de Richelieu (1631), duc de Fronsac (1634) et pair de France, il fut le principal ministre du roi Louis XIII.
Initialement destiné au métier des armes, il est contraint d'entrer dans les ordres afin de conserver à sa famille le bénéfice de l'évêché de Luçon. Temporairement ministre des Affaires étrangères en 1616, il est nommé cardinal en 1622 et devient principal ministre d'État de Louis XIII en 1624. Il reste en fonction jusqu'à sa mort, en 1642, date à laquelle le cardinal Mazarin lui succède.
La fonction exercée par Richelieu auprès de Louis XIII est souvent désignée par l'expression de « Premier ministre », bien que le titre ne soit utilisé à l'époque que de façon officieuse pour désigner le ministre principal du roi dont l'action englobe aussi bien des dimensions politiques, diplomatiques, militaires et coloniales que culturelles et religieuses.
Réputé pour son habileté voire pour son caractère jugé retors, souvent critiqué pour sa fermeté intransigeante, il rénove la vision de la raison d'État et en fait la clef de voûte de ses méthodes de gouvernement et de sa conception de la diplomatie et de la politique. En lutte à l'extérieur contre les Habsbourg, et à l'intérieur contre la noblesse et les protestants, il réprime sévèrement tant les duels meurtriers que les révoltes antifiscales paysannes. Il s'illustre également dans des affaires demeurées fameuses, telle l'Affaire des démons de Loudun.
Richelieu est considéré comme l'un des fondateurs majeurs de l'État moderne en France. Son action est un long combat pour un renforcement du pouvoir royal.
Par son action, la monarchie s'affirme sous une nouvelle forme qui sera plus tard désignée par le terme d'absolutisme, et ce, de manière triomphante sous le gouvernement personnel de Louis XIV (1661-1715), puis de manière plus apaisée sous celui du cardinal de Fleury (1726-1743).

## Évêque de Luçon

### Jeunesse

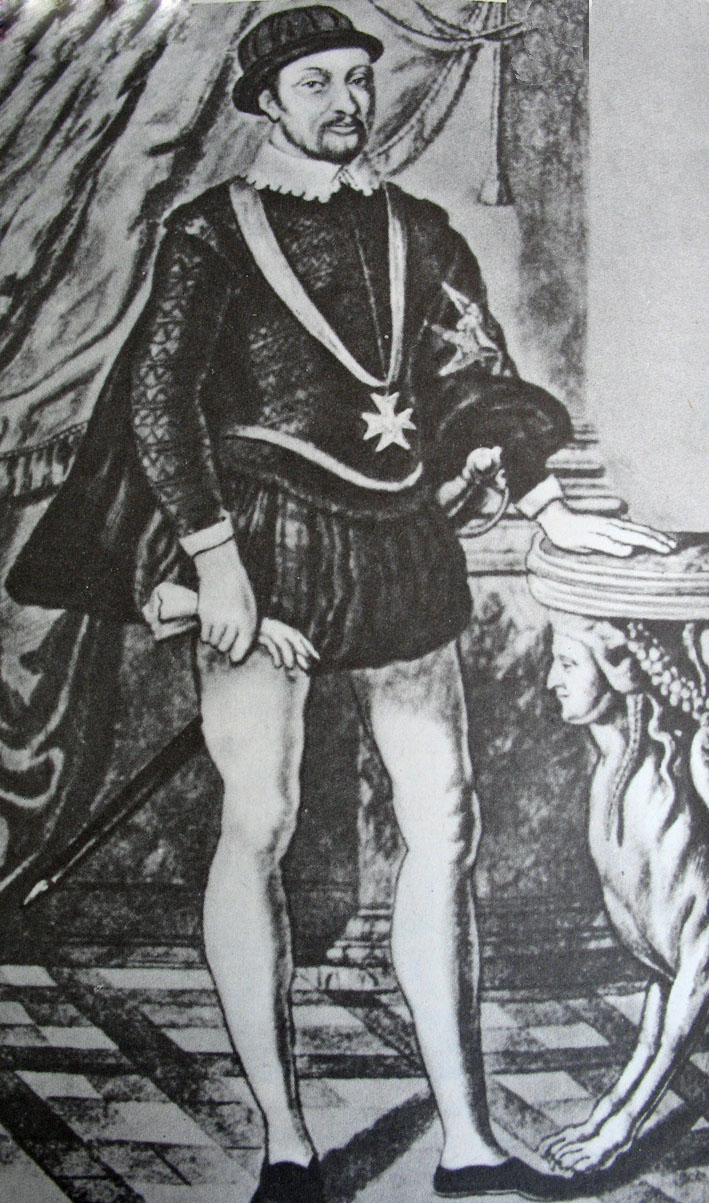
François du Plessis, seigneur de Richelieu, Grand prévôt de France et père du cardinal.

Richelieu naît le 9 septembre 1585 à Paris, en l'hôtel de Losse sis rue du Bouloi,. Il est ondoyé dès sa naissance car on ne sait si ce nourrisson chétif et fiévreux survivra. Il n'est baptisé qu'au huitième mois, le 5 mai 1586, en l'église Saint-Eustache de Paris. Sa famille, d'ancienne noblesse (noblesse de robe et d'épée) à la fois poitevine et parisienne mais pauvre, est très honorablement connue : son père, François IV du Plessis, seigneur de Richelieu, est un soldat et un courtisan qui occupe la charge de Grand prévôt de France ; sa mère, Suzanne de La Porte, est la fille d'un avocat au Parlement. Il est le troisième d'une famille de cinq enfants :
- Henri né en 1578 ;
- Alphonse, né en 1582 ;
- Armand Jean lui-même ;
- Françoise, née en 1586 (épouse de Jean-Baptiste de Beauvau puis de René de Vignerot de Pontcourlay) ;
- Nicole, née en 1587 (épouse d'Urbain de Maillé-Brézé).

Une Isabelle, inconnue des historiens jusqu'en 1901, serait une sœur ignorée dont l'existence et l'identité furent contestées. Celle-ci a épousé en 1613, sans l'accord de sa famille, un certain Louis Pidoux, médecin. Ceux-ci vécurent en Franche-Comté pour échapper à l'ordonnance de Blois de 1579 et Isabelle mourut en 1648.
Il est aussi question d'une « Marguerite » dans les registres des naissances de l'église de Braye-sous-Faye, paroisse du château de Richelieu en Poitou, mais, faute d'éléments, on peut penser que cette enfant est morte en bas âge.
Alors que le jeune Armand n'est âgé que de cinq ans, son père, capitaine des gardes d'Henri IV, meurt le 10 juin 1590 de fièvre pernicieuse. Il laisse une famille endettée mais la générosité royale lui permet d'éviter les difficultés financières. Antérieurement, pour la récompenser de la participation de François du Plessis à son service durant les guerres de Religion, le roi Henri III avait donné vers 1584 l'évêché de Luçon à sa famille. Celle-ci en perçoit ainsi pour son usage privé la plus grande partie des revenus, ce qui mécontente les chanoines qui auraient préféré que ces fonds fussent utilisés pour l'Église.
À l'âge de neuf ans, le jeune Armand est envoyé à Paris, par son oncle Amador de La Porte, en septembre 1594 au collège de Navarre, pour étudier la philosophie, le latin, le grec et l'hébreu, plus la grammaire et les arts. À sa sortie du collège on lui confère le titre de « Marquis de Chillou », de l'ancienne possession des seigneurs de Chillou à Jaulnay, arrondissement de Chinon, dont Richelieu est le lointain descendant ; titre qu'il portera également plus tard à l'Académie française fondée par ses soins (1635). Il reçoit ensuite une formation à l'Académie équestre de Monsieur de Pluvinel, qui forme les gentilshommes à la carrière militaire. Il y apprend l'équitation, mais aussi la voltige équestre, l'escrime, la danse, la littérature, les mathématiques, la bague, la quintaine et le dessin. Il vit alors la vie typique d'un officier de l'époque, le médecin Théodore de Mayerne devant le traiter pour une gonorrhée en 1605. En 1599, il y rencontra François Leclerc du Tremblay (le Père Joseph), ancien élève au Collège de Navarre, venu annoncer à ses anciens professeurs son intention d'abandonner sa vie militaire et ses titres, pour se consacrer à sa vocation de capucin.

### Tempérament de M. de Luçon
Françoise Hildesheimer, dans son Richelieu, au chap. La conquête du chapeau, p. 113, le présente ainsi :

« Il ne feint certes pas la maladie, ce névrosé dont l'hypersensibilité aiguë, la tension nerveuse extrême, les accès incontrôlés de colère, de larmes, de mélancolie, de dépression même sont le lot quotidien. Ces intrigues toujours renaissantes qu'il lui faut surmonter et cette patience à laquelle il lui faut se contraindre sont, assurément, usantes pour cet émotif qui a su acquérir un contrôle de soi apparent plus ou moins durable. »

 De son protégé, Marie de Médicis, qui s'y connaît elle aussi en la matière, affirme : « Il pleure quand il veut », suggérant une duplicité que son pieux biographe Antoine Aubéry transformera en qualité, ses larmes marquant « une tendresse de cœur et une compassion naturelle », en tous les cas une aptitude à ressentir et exprimer des émotions grâce à laquelle on peut mieux comprendre cet obsédé de la raison.

### Investiture canonique
Destiné au métier des armes, Richelieu se trouve dans l'obligation en 1605 de se tourner vers une carrière religieuse : son frère Alphonse-Louis du Plessis refuse l'évêché de Luçon (gardé depuis 20 ans dans la famille) pour devenir moine en entrant à la Grande Chartreuse, et la famille refuse de perdre ce qu'elle considère comme une importante source de revenus. Il est frêle et maladif (migraines dues peut-être à des crises d'épilepsie et à la tuberculose en fin de vie) : la perspective de devenir évêque ne lui déplaît nullement. Les études universitaires l’attirent : il commence des études de théologie en 1605 pour obtenir son doctorat à la Sorbonne en 1607.
Prêtre sans vocation mais attaché à ses devoirs, il est nommé évêque de Luçon le 18 décembre 1606 par le roi Henri IV, et se rend à Rome où il reçoit l'investiture canonique le 17 avril 1607 des mains du cardinal de Givry. Selon Tallemant des Réaux, il aurait triché sur son âge (il a 21 ans, alors que l'âge requis pour être évêque est de 26 ans) et, après un aveu supposé du nouvel évêque devant le pape Paul V, celui-ci aurait commenté d'une simple phrase : « S'il vit longtemps, ce garçon sera un grand fourbe ! ». Michel Carmona estime néanmoins que l'anecdote, pour plaisante qu'elle soit, n'est pas conforme à la réalité : Richelieu s'étant précisément rendu à Rome pour obtenir une dispense liée à son jeune âge, il ne pouvait guère mentir sur celui-ci.
Il rencontre le chapitre de Luçon à Fontenay-le-Comte le 15 décembre 1608 et ne se rend à Luçon que l'année suivante. Peu après son installation dans son diocèse, il montre son caractère de réformateur catholique en étant le premier évêque en France à mettre en œuvre les réformes institutionnelles que le concile de Trente avait prescrites entre 1545 et 1563.
Richelieu devient alors l’ami de François Leclerc du Tremblay (plus connu sous le nom de « Père Joseph »), un moine capucin, devenant son confident le plus proche. Cette intimité avec Richelieu (qu’on appelait « Son Éminence ») et la couleur grise de son froc vaut au Père Joseph le surnom d'Éminence grise. Richelieu l'emploie par la suite souvent comme émissaire et agent à l’occasion de tractations diplomatiques.
Pendant cette période, Richelieu commence également à s'entourer de familiers qui lui resteront fidèles toute sa vie. Les secrétaires Denis Charpentier et Michel Le Masle, ainsi que le médecin François Citoys furent recrutés en 1608-1609,.
Richelieu assista le père Humblot dans la conférence religieuse tenue à Châtellerault entre le 8 et le 16 juillet 1611, contre le pasteur dauphinois Daniel Chamier et le ministre Le Faucheur. Le but de la dispute est d'obtenir la conversion d'une demoiselle noble locale nommée La Foulenne. Richelieu est donc déjà engagé à lutter contre le protestantisme avant son ascension politique.

### Ascension politique

Armoiries cardinalices de Richelieu : d'argent, à trois chevrons de gueules surmontés d'une couronne ducale et d'un chapeau de cardinal.

Le 24 août 1614, à bientôt 29 ans, grâce à l'appui du secrétaire particulier de la régente Marie de Médicis, Denis Bouthillier, il se fait élire député du clergé poitevin aux états généraux de Paris (27 octobre 1614 au 23 février 1615), puis porte-parole du clergé.
Il se met alors au service de la régente sur les recommandations du cardinal du Perron qui lui a vanté ses qualités intellectuelles et demeure rue des Mauvaises-Paroles, à Paris, jusqu'en 1617.
Marie de Médicis le fait nommer début novembre 1615 grand aumônier auprès de la jeune reine, l'infante Anne d'Autriche, puis le 26 novembre 1616 secrétaire d'État des Affaires étrangères, avec entrée et séance au Conseil du roi. Il partage l'usufruit de cette charge avec le vieux secrétaire Villeroy, qui refuse de lui céder ses instruments de travail et dossiers. Il fait partie avec Claude Barbin et Claude Mangot des quatre ministres au service de Concino Concini, maréchal d'Ancre et favori de la reine mère. Ce premier ministériat ne durera que 6 mois.
Le 24 avril 1617, l'exécution de Concini, à l'initiative de Louis XIII et du duc de Luynes, entraîne la mise à l'écart de la reine mère de l'entourage du roi. Louis XIII, croisant Richelieu au Louvre, lui dit : « Eh bien ! Luçon, me voici hors de votre tyrannie ! ». Sa disgrâce ne fut toutefois pas aussi importante que celle de Claude Barbin (jeté en prison) et Claude Mangot (gardé à vue chez lui) et il ne fut pas inquiété de poursuites judiciaires. Richelieu doit suivre la reine mère en disgrâce à Blois. Il essaie dans un premier temps de s'entremettre entre la reine mère et le duc de Luynes, puis se retire le 12 juin dans son château de Richelieu sans en avertir Marie de Médicis, de plus en plus méfiante envers son chef de Conseil. Affligé, voyant sa carrière politique perdue, il y rédige son testament. Le roi le bannit même le 7 avril 1618 à Avignon où il loge à l'hôtel de Beaumont en entraînant dans sa disgrâce son frère aîné Henri et son beau-frère René de Vignerot de Pont-Courlay qui l'accompagnèrent dans le Sud. Il y consacre la majorité de son temps à écrire, composant par exemple L’Instruction du chrétien.
Marie de Médicis, en résidence surveillée au château de Blois, s'en échappe dans la nuit du 21 au 22 février 1619 avec la complicité du duc d'Épernon et prend la tête d'une rébellion aristocratique. Luynes fait alors appel à Richelieu qu'il charge de négocier un accommodement entre la mère et le fils. Il réussit à rapprocher Louis XIII et Marie de Médicis, fait conclure le traité d'Angoulême du 30 avril 1619 et organise la première réconciliation au château de Couzières le 5 septembre 1619, acquérant une réputation de fin négociateur. Marie de Médicis, insatisfaite, relance la guerre (« deuxième guerre de la mère et du fils »). Richelieu se trouve cette fois-ci clairement dans le camp des rebelles mais joue la prudence, ce qui lui permet, après la défaite de la coalition nobiliaire, de participer à la réconciliation solennelle au château de Brissac, le 13 août 1620, après le traité d'Angers trois jours plus tôt.

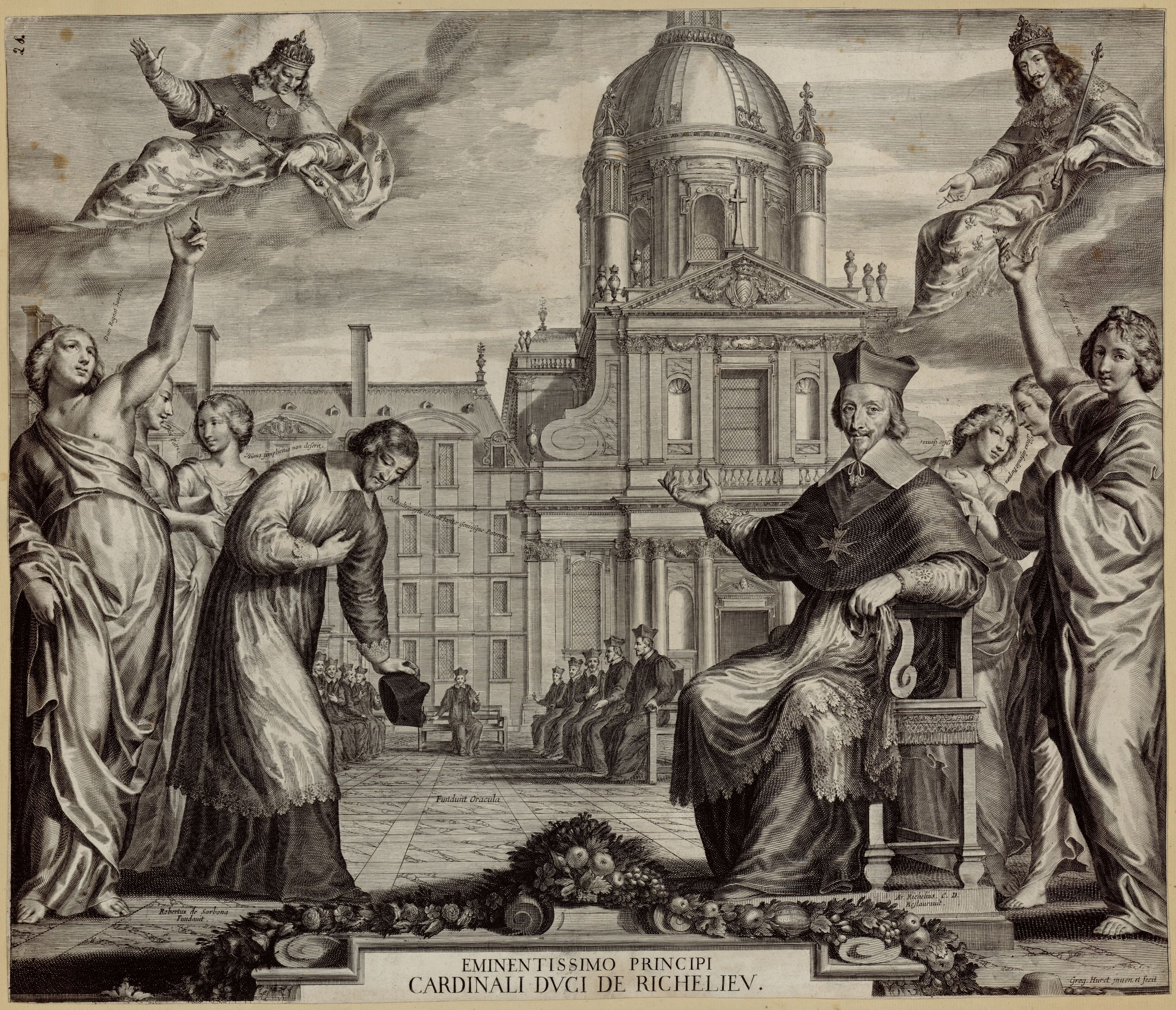
Grégoire Huret, Le cardinal de Richelieu recevant les hommages de Robert de Sorbon, 1642.

Même si Luynes se rapproche de Richelieu en mariant son neveu M. de Combalet à sa nièce Marie-Madeleine de Vignerot d'Aiguillon, Louis XIII et son favori agissent en sous-main contre lui. Alors que le galero - chapeau de cardinal - lui a été promis contre son arbitrage, ce sont La Valette et Bentivoglio qui sont nommés par le pape Paul V, sur proposition de la France, le 11 janvier 1621. Finalement, la mort de Luynes emporté par la fièvre pourpre (15 décembre 1621) crée un vide politique qui profite à Marie de Médicis. Celle-ci est de nouveau admise au Conseil du roi (31 janvier 1622) et obtient du nouveau pape Grégoire XV le cardinalat pour son protégé, qui est nommé le 5 septembre 1622 et intronisé à Lyon le 12 décembre 1622. La même année, Richelieu devenu cardinal est suggéré par Marie de Médicis au jeune roi. Cependant Louis XIII — qui garde un amer souvenir de Concino Concini — refuse dans un premier temps de faire appel au cardinal. Ce n'est que le 29 avril 1624 que Richelieu entre de nouveau au Conseil du roi, avec la protection de la reine mère. Cette nomination marque un tournant décisif dans le règne de Louis XIII.

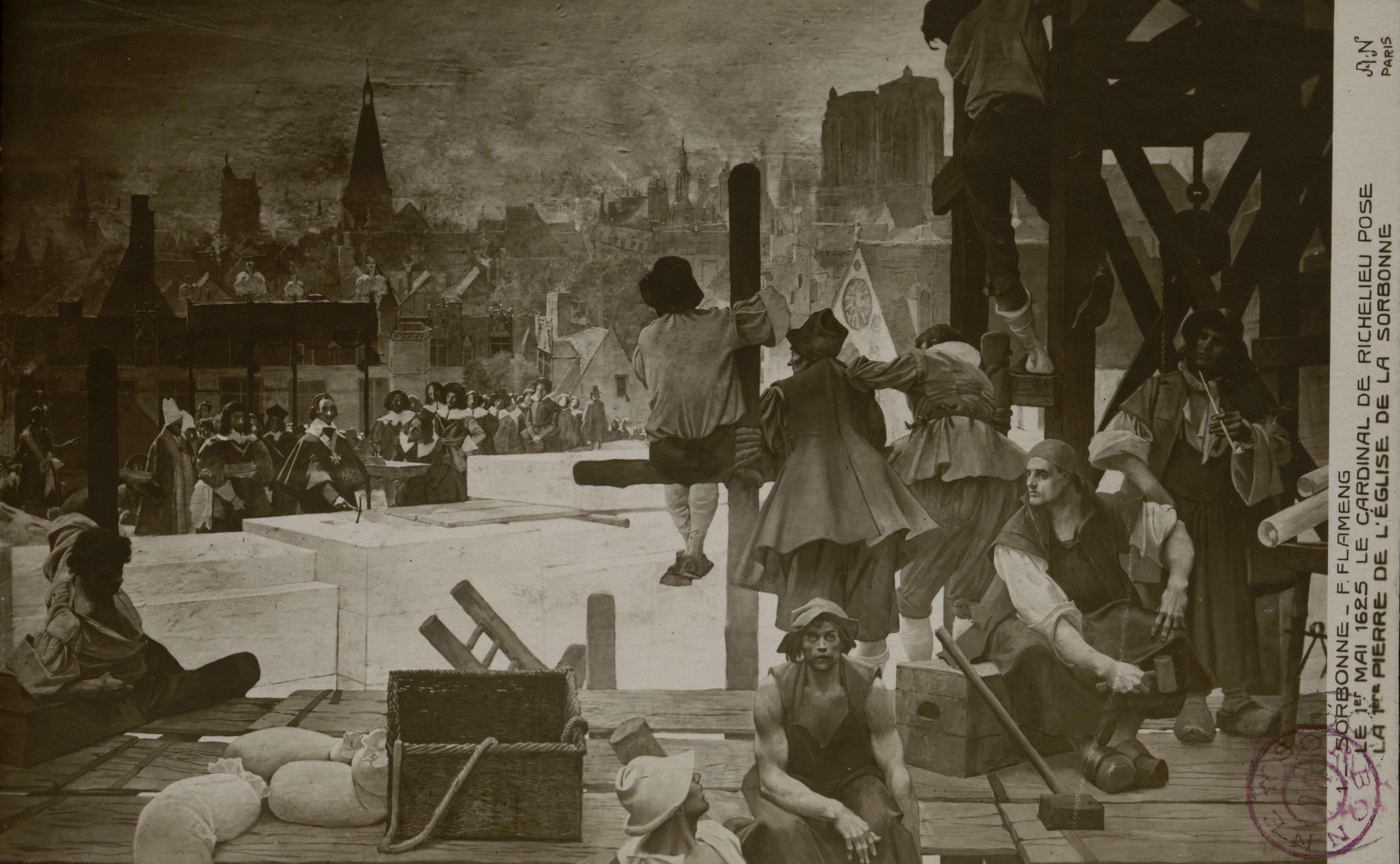
Carte postale de François Flameng, Le 1er mai 1625, le cardinal de Richelieu pose la première pierre de l'église de la Sorbonne.

L'année 1624 marque assurément la fin d'une première partie de sa biographie, sa longue marche vers le sommet de l'État. Au sortir d'une rude traversée du désert, le jeune évêque devenu cardinal puis ministre est un homme mûr de près de quarante ans et, si le pouvoir est à portée de main, la majeure partie de sa vie est à présent derrière lui.
Marie de Médicis fait don, le 28 juin 1627, à son favori Richelieu, du Petit Luxembourg, par la suite cadre de la journée des Dupes.

## Politique d'État du cardinal de Richelieu

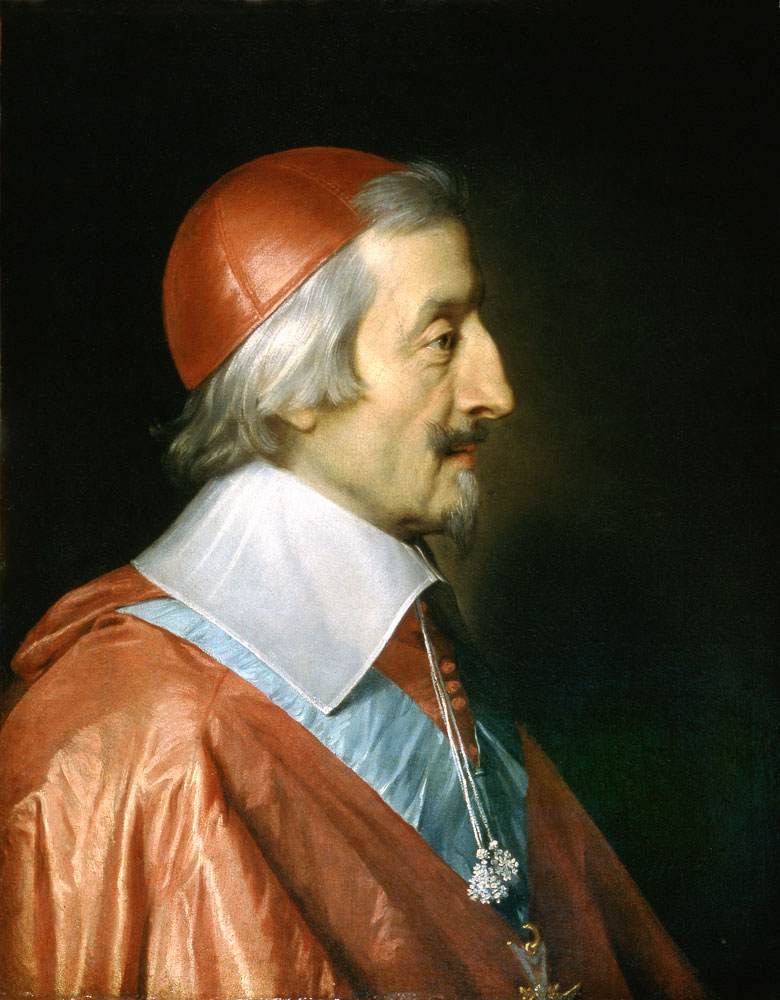
Le Cardinal de Richelieu par Philippe de Champaigne, musée des beaux-arts de Strasbourg.

À un Louis XIII ombrageux et soucieux d’affirmer l’autorité royale, Richelieu propose le programme suivant :
- détruire la puissance politique du protestantisme en France ;
- abattre l'orgueil et l'esprit factieux de la noblesse ;
- et abaisser la maison d'Autriche.

D’abord méfiant, Louis XIII accorde ensuite sa confiance à Richelieu.
À la tête du parti dévot, Marie de Médicis finit par s’offenser de la volonté de Richelieu de contrer l’hégémonie de la maison catholique des Habsbourg : il est prêt dans cet objectif à s’allier avec des États protestants. Au cours de la journée des Dupes (1630), elle exige du roi la destitution du cardinal qu’elle juge trop indépendant. Ce dernier, qui doit tout à la reine mère, se croit perdu. Son ami le cardinal de La Valette le retient de prendre la fuite. Mais le roi confirme sa confiance à Richelieu : ce sont Marie de Médicis et le chancelier Michel de Marillac qui doivent partir. L’exil de la reine mère confirme l'abandon d'une politique qui, pour assurer le triomphe du catholicisme en Europe, consentait à laisser le premier rôle à l’Espagne. Marie de Médicis ne pardonnera jamais à sa « créature » de l'avoir trahie.

### Soumission politique et militaire des protestants

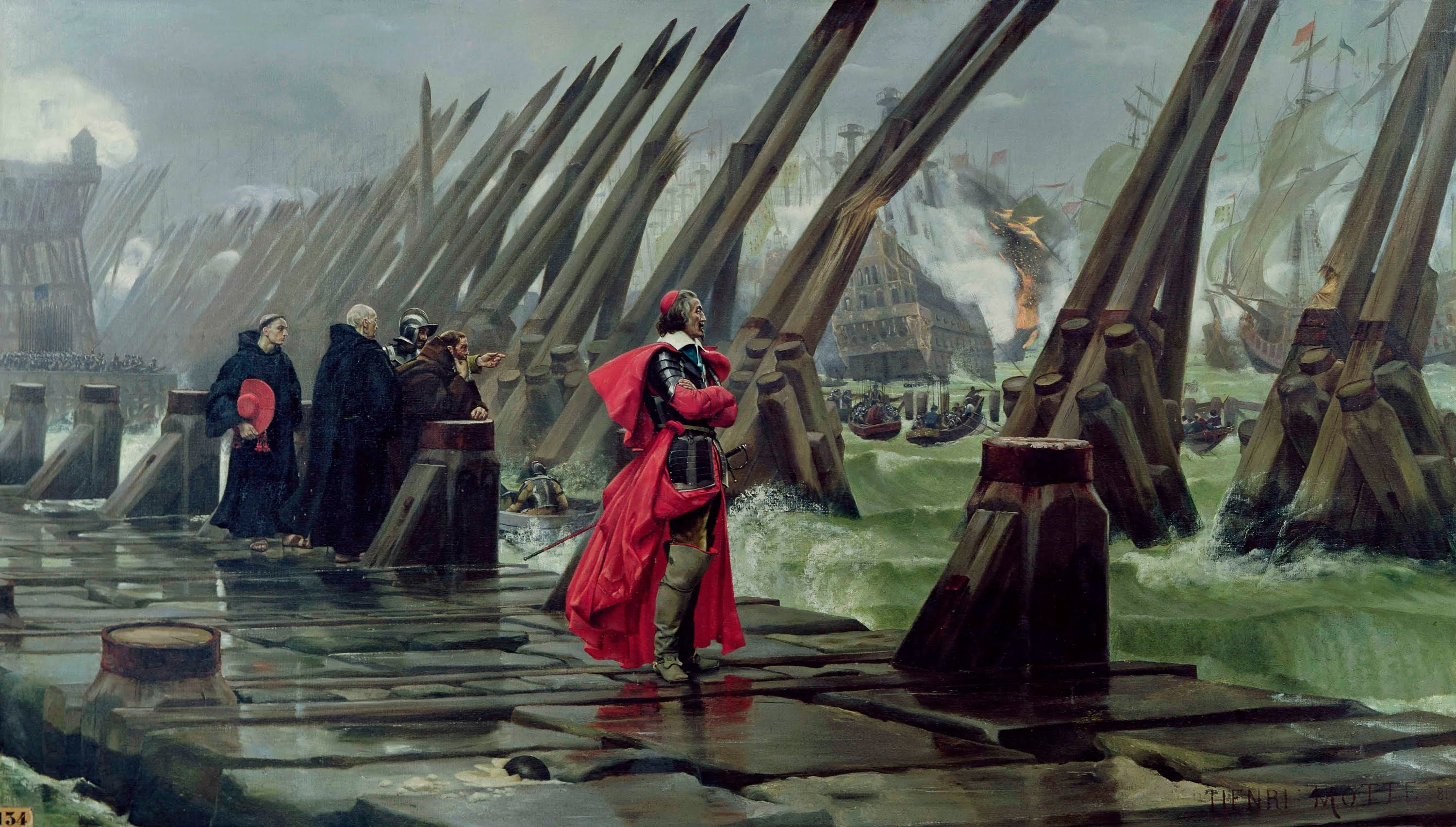
Richelieu sur la digue de La Rochelle, par Henri-Paul Motte. Musée d'Orbigny Bernon, La Rochelle, 1881.

En 1625, Richelieu s’adresse au roi en son conseil pour le mettre en garde « que c'était chose certaine que tant que le parti des huguenots subsisterait en France, le Roi ne serait absolu dans son Royaume ». Or, à la suite de l'édit de Nantes, les protestants de France forment un État dans l’État : ils ont leurs assemblées politiques, une organisation territoriale et leurs places fortes militaires. Leur métropole est la ville de La Rochelle qui s’est de fait depuis un demi-siècle affranchie de l’autorité royale. Quand Richelieu accède au pouvoir, le roi a mené plusieurs campagnes militaires contre les protestants, mais vainement, étant mal servi par son favori Charles d'Albert de Luynes. Le cardinal va poursuivre la politique du roi avec une volonté inflexible.
Dans un contexte de tension entre la France et l'Angleterre, cette dernière encourageant la sédition des réformés, la ville de La Rochelle entend préserver ses libertés, notamment celle d’entretenir directement des relations avec des puissances étrangères, en particulier l’Angleterre. Richelieu décide de soumettre définitivement la ville. Il entreprend le siège et ne recule devant aucun moyen : une digue de 1 500 mètres est édifiée qui bloque toute communication de la ville avec la mer. Le siège prend alors une tournure dramatique : La Rochelle résiste pendant plus d’une année au prix de la mort des quatre cinquièmes de sa population. La reddition de la ville (28 octobre 1628) sonne le glas de l’autonomie politique et militaire des protestants. Louis XIII confirme cependant la liberté de culte par l’édit de grâce d’Alès (1629).
Par ailleurs, le climat religieux de l'époque est à l’heure d’une contre-offensive du catholicisme. C’est la Contre-Réforme : Louis XIII est profondément catholique depuis toujours, contrairement à son père Henri IV qui s’est converti du protestantisme au catholicisme pour accéder au trône. Il impose en 1620 le rétablissement du culte catholique dans la province protestante du Béarn (dans laquelle il avait été interdit depuis 1570, par décision de Jeanne d'Albret, la grand-mère protestante de Louis XIII). Richelieu lui-même inaugure l'église Saint-Louis de l'ordre des Jésuites à Paris.

### Suprématie du pouvoir royal contre les Grands
Dans ses mémoires, Richelieu défend sa politique en soutenant qu'il y avait nécessité absolue à mettre au pas tous ces « Grands qui, abusant des biens que le Roi leur a faits et de la puissance qu'ils tiennent de Sa Majesté, ne s'en sont servis que pour se rendre criminels ». Aussi, face à la noblesse turbulente et ses prises d'armes régulières, Richelieu répond par la fermeté : il supprime les hautes charges que les grands seigneurs exercent auprès du roi et fait démanteler plus de 2 000 châteaux forts qui ne sont plus utiles à la défense du royaume (notamment Pamiers et Mazères).

Le cardinal de Richelieu.

Il donne davantage de pouvoir aux Intendants qui sont envoyés pour faire appliquer les décisions royales dans les provinces. Les assemblées provinciales (les États) sont parfois supprimées. L'institutionnalisation de cette intendance de police, justice et finances, permet d'imposer à partir de 1635 le « tour de vis fiscal » qui suit l'entrée en guerre de la France, considéré comme abusif et qui accroît l'impopularité de Richelieu à cette époque.
Les gouverneurs des provinces, parfois de puissants notables, sont surveillés et Richelieu n'hésite pas à sévir avec les plus grands : il fait décapiter le duc de Montmorency, gouverneur du Languedoc, qui prend les armes avec Gaston d'Orléans, frère du roi, en 1632 et défend les réclamations de la province. Il finit par assigner à résidence dans la forteresse de Loches le vieux duc d’Épernon, gouverneur de Guyenne et fidèle de Marie de Médicis qui rapportait les effets négatifs sur la population des prélèvements fiscaux croissants du pouvoir central. Il n'hésite pas à s'appuyer sur des réseaux mouvants d'alliances et de factions locales en tissant un jeu de relations parfois complexes avec les parlements et la noblesse de robe.

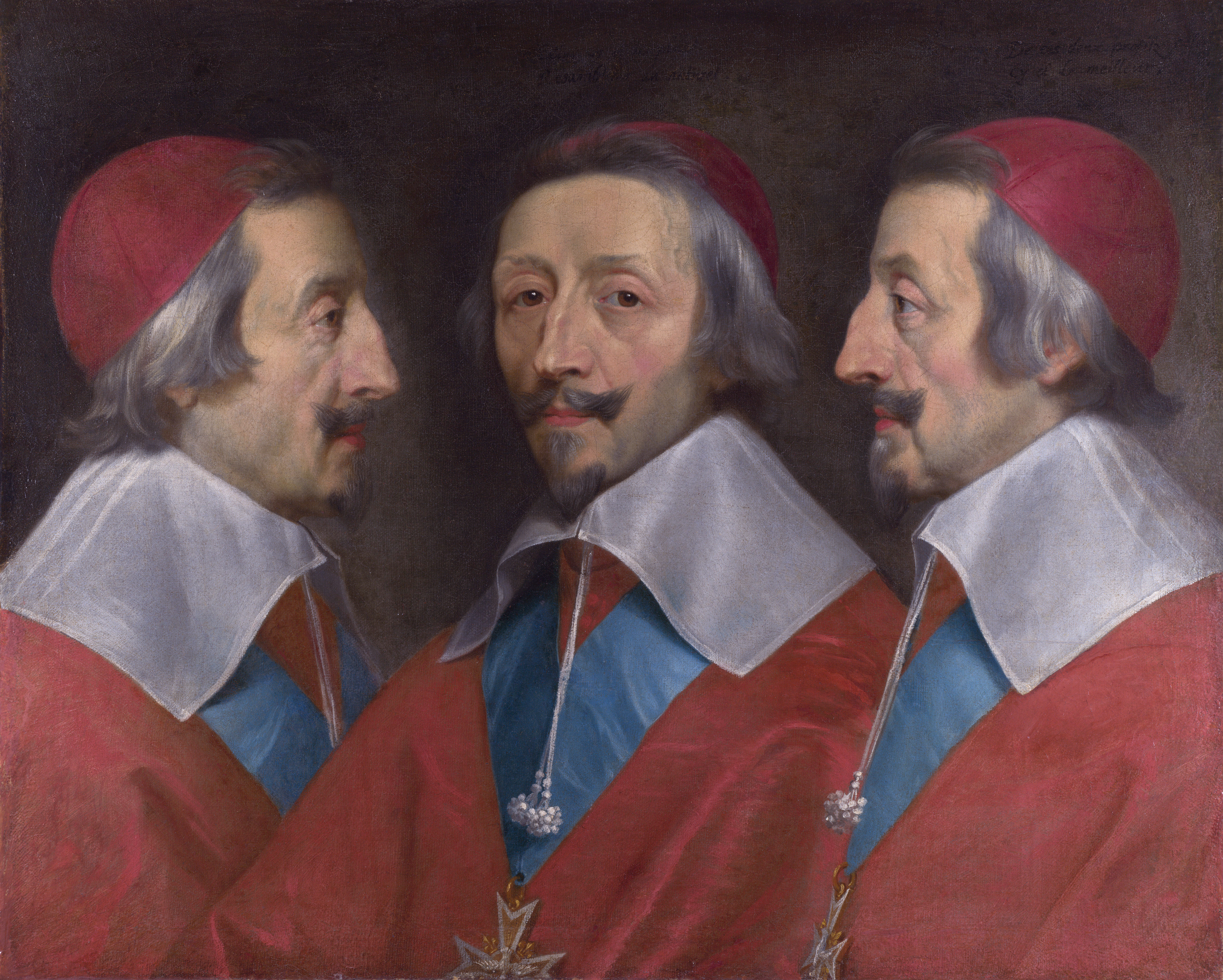
Triple portrait du cardinal de Richelieu, huile sur toile par Philippe de Champaigne, réalisée vers 1642

Par ailleurs, Richelieu doit déjouer les nombreuses intrigues organisées par tous ceux que son action gêne, notamment la reine mère Marie de Médicis et le frère du roi Gaston d'Orléans. Les comploteurs ne craignent pas d'envisager l'assassinat du cardinal ou de faire appel aux puissances étrangères. Mais les conspirations menées par le comte de Chalais en 1626 et le marquis de Cinq-Mars en 1642 sont des échecs éclatants, les protagonistes étant exécutés (Chalais, Cinq-Mars), mis en prison (maréchal d'Ornano, César et Alexandre de Vendôme) ou disgraciés (la duchesse de Chevreuse, la princesse de Conti, le maréchal de Bassompierre) par Louis XIII. Seul le principal bénéficiaire et complice de ces complots, le frère du roi, Gaston, s'en sort sans trop de dommages ; il perd toutefois ses droits à la régence.
Profondément affecté par la mort, le 8 juillet 1619, de son frère Henri au cours d'un duel, Richelieu réprime avec la plus grande sévérité cette pratique et fait mettre à mort les nobles pris en flagrant délit de se battre. Le 22 juin 1627 sont exécutés François de Montmorency-Bouteville et son cousin François de Rosmadec, comte de Chapelles, meurtriers en duel du marquis de Bussy d'Amboise.

### Abaissement de la maison d'Autriche
Après avoir rétabli l’autorité du roi en France, Richelieu entreprend de rabaisser les prétentions de la maison d’Autriche en Europe. Les Habsbourg ont réussi grâce à une heureuse politique patrimoniale à réunir sous leur coupe un grand nombre d’États européens : Autriche, Bohême, Espagne, Milan, Naples, Pays-Bas, Portugal. Au nom d’un catholicisme militant, ils cherchent à établir leur autorité en Allemagne et à y réduire les États protestants lors de la guerre de Trente Ans (1618-1648).
La France finance déjà la Hollande et la Suède, puissances protestantes en guerre contre les Habsbourg. Dans un premier temps, Richelieu replace sous contrôle français la vallée de la Valteline, un nœud de communications essentiel en Europe, que l'Espagne lui disputait (1626). Il assure au duc de Nevers le duché de Mantoue et le Montferrat en forçant le pas de Suse (1629) : c'est l'épisode de la guerre de Succession de Mantoue.
En 1632, l'armée du roi occupe les États de Charles IV, duc de Lorraine, hostile à la France.
Louis XIII déclare la guerre à l’Espagne en 1635. Les premiers temps de guerre sont difficiles : la chute de Corbie sur la Somme en 1636 laisse craindre une attaque sur Paris. Richelieu est effondré mais Louis XIII organise la défense de la capitale. À partir de 1640, l’effort de guerre fait basculer le sort en faveur de la France. Richelieu qui s'est attribué le titre de « Grand Maître et Surintendant de la Navigation » développe une armée de terre mais aussi une marine de guerre permanente. Il accroît considérablement les prélèvements fiscaux, entraînant de nombreuses révoltes de la paysannerie qui sont durement réprimées.
Marie de Médicis, conseillée par le pamphlétaire Mathieu de Morgues, tente vainement de ranimer le parti des « bons catholiques » contre sa politique d'alliance avec les États protestants.
Richelieu exploite le manque de cohésion au sein de la monarchie espagnole. La Catalogne fait sécession en 1640. Peu après, le Portugal restaure son indépendance, mettant fin à l'Union ibérique à laquelle il avait été contraint soixante ans auparavant sous le règne de Philippe II d'Espagne.
Les armées du roi de France font la conquête de l’Alsace et de l’Artois en 1640, puis du Roussillon en 1642. Après la mort du cardinal, un brillant chef militaire, le futur prince Louis II de Condé remporte les victoires de Rocroi (1643), Fribourg-en-Brisgau (1644), Nördlingen (1645) et Lens (1648).

### Un grand dessein
Le grand dessein fait partie de l'arsenal d'attributs ordinaires et glorieux dont on gratifie les grands politiques. Ainsi, Richelieu aurait été le champion de la conquête des « frontières naturelles », inscrivant la France dans les limites de mers, fleuves et montagnes. L'idée, en réalité, est étrangère à un temps qui s'accommode fort bien de la diversité politico-géographique : le souci stratégique de Richelieu est non de tracer des frontières géographiquement cohérentes, mais bien davantage de « s'ouvrir des portes » vers l'extérieur grâce à la possession de places fortes enclavées en territoire étranger ; de là l'importance que tiennent Pignerol, Saluces, Philippsburg ou Vieux-Brisach dans les négociations.
Cette stratégie constitue le lieu commun d'une diplomatie d'Ancien Régime soucieuse de mettre le pays à l'abri de l'invasion, comme de lui permettre de porter ses armes à l'extérieur. Plus récemment, Henri Hauser a découvert chez le cardinal-ministre un autre grand dessein : ouvrir à la France des routes économiques nouvelles destinées à assurer sa prospérité. Mais, pour réelle, originales et intéressantes qu'elles eussent été, ces visées restèrent, à l'instar de la réforme intérieure du royaume, en lisière de ses préoccupations.

### Le prix de la gloire
« À l'époque moderne, du XVIe siècle au XVIIIe siècle, l'État n'a finalement été qu'un État militaire chargé presque exclusivement du contrôle des pulsions de violence : protection et éventuellement conquête à l'extérieur, contrôle de la violence privée à l'intérieur. Le reste était en quelque sorte la conséquence de cet état de fait. »

— Jean Meyer, Le Poids de l'État, PUF, 1983, 304 p.,  (ISBN 978-2-1303-7770-2).
L'État moderne est bien un État de guerre. Le temps du « roi de guerre » étudié par l'historien Joël Cornette correspond à ce « premier XVIIe siècle » qui voit la volonté de sacrifier tout autre dessein à l'effort de guerre dont Richelieu, pour la France, et Olivarès, pour l'Espagne, apparaissent les champions pour leurs souverains respectifs, dont il leur appartient de faire triompher la gloire.
Cette politique de gloire sera la matrice de toutes les violences : violences militaires ; violences économiques ; violence de la réduction à l'obéissance, et ainsi violence de la loi. Voici quelles sont les futures œuvres de Richelieu, serviteur zélé de cet État et de ce roi avide de gloire, un cardinal-ministre tel que l'image nous en a été transmise par ses adversaires et confortée par la littérature romantique — « l'homme à la main sanglante, à la robe écarlate » de Victor Hugo, qui passe, impitoyable, à l'arrière-plan de la scène de Marion Delorme.
Car c'est bien le cardinal-ministre qui assura la transition, à travers un État de guerre de plus en plus gourmand en hommes et en argent, de la royauté du roi de justice héritée de Saint Louis à la monarchie administrative de Louis XIV et Colbert et à l'État dit « de finances ». À plus court terme, pourtant, en récompense d'années de sacrifice et d'efforts, ce sera une guerre à poursuivre et un problème financier insupportable aux populations que Richelieu et Louis XIII lègueront à Mazarin[non neutre].

### Autres réalisations
Il donne une grande extension aux établissements coloniaux, faisant occuper notamment les Petites Antilles, Saint-Domingue, la Guyane, le Sénégal, etc. Pour soutenir Samuel de Champlain en Nouvelle-France et conserver le poste de Québec, il fonde en 1627 la Compagnie des Cent-Associés, puis rend le Canada à l’autorité française de Champlain par le traité de Saint-Germain-en-Laye (1632), après que la colonie a été prise par les frères Kirke en 1629. Ce succès permet à la colonie de se développer par la suite et de devenir le centre de la culture francophone en Amérique du Nord.
Richelieu est aussi célèbre pour le soutien qu’il apporte aux arts ; le fait le plus connu est la fondation en 1635 de l'Académie française, société responsable des questions concernant la langue française.

## Mort et succession

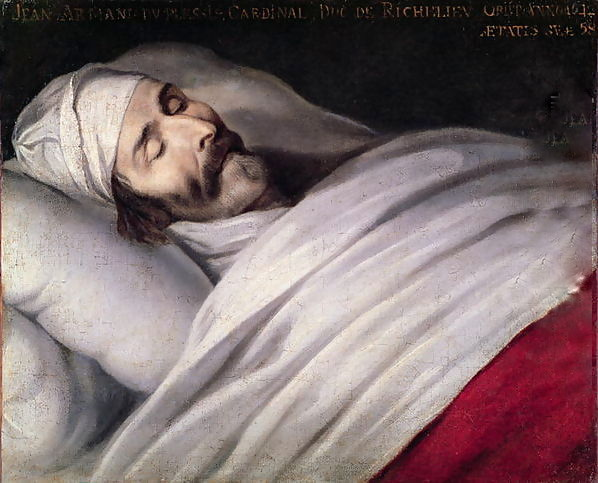
Richelieu sur son lit de mort, peint par Philippe de Champaigne.

Richelieu souffre dans les dernières années de sa vie de fièvres récurrentes (peut-être la malaria), de rhumatismes et de goutte (il ne se déplace plus que dans une chaise à porteurs et litière), de ténesme (provoqué par des hémorroïdes à répétition et probablement aussi par sa gonorrhée contractée lors de sa formation militaire), ce qui suscite des sarcasmes triviaux au sujet du « cardinal au cul pourri »), de tuberculose intestinale (avec comme conséquence des fistules et une ostéite tuberculeuse qui fait suppurer son bras droit) et de migraine, ce qui accentue son hypocondrie. Les lavements et saignées pratiqués par ses médecins ne font que l'affaiblir. Crachant fréquemment du sang, il meurt le 4 décembre 1642, probablement des suites d'une tuberculose pulmonaire, son autopsie ayant révélé des nécroses caséeuses des poumons.
Les exigences de sa politique ont rendu le cardinal tellement impopulaire qu'à l'annonce de sa mort, le peuple allume des feux de joie pour fêter l'événement,.

### Héritage
Richelieu recommande au roi celui qui sera son successeur, Jules Mazarin, dont la trajectoire sera similaire à la sienne. Les deux cardinaux auront passé le même temps au pouvoir ; Richelieu d'avril 1624 à décembre 1642, Mazarin de janvier 1643 à mars 1661. Le premier a subi l'orage de novembre 1630, le second la tempête de la Fronde entre 1648 et 1652. Tous les deux sont parvenus aux affaires grâce à l'appui des reines mères. Passablement désargentés, dans un pays que la guerre saignait à blanc, tous deux ont édifié d'immenses fortunes.
L'historien Joseph Bergin a analysé les étapes de celle de Richelieu. Elle repose sur une richesse foncière répartie en trois pôles : le complexe Poitou-Touraine, le complexe Aunis-Saintonge, le complexe Paris et Île-de-France. Cela l'amène avec la grande maîtrise de la Navigation à contrôler les activités économiques et financières de la mer. Richelieu profite aussi des recettes fiscales via ses droits sur le roi et ses gouvernements, dont ceux de Bretagne et d'Aunis. Il cumule les bénéfices ecclésiastiques car commendataire des abbayes les mieux dotées du royaume comme Cluny, Cîteaux, Saint-Arnould de Metz, La Chaise-Dieu, Saint-Lucien de Beauvais.
Il laisse à sa mort une fortune de 20 millions de livres. C'est davantage qu'Henri II de Bourbon-Condé, qui pourtant avait reçu l'héritage Montmorency, dont la fortune n’excédait pas 15 millions de livres à sa mort. Mazarin entendit faire mieux.

### Succession personnelle

#### Testament

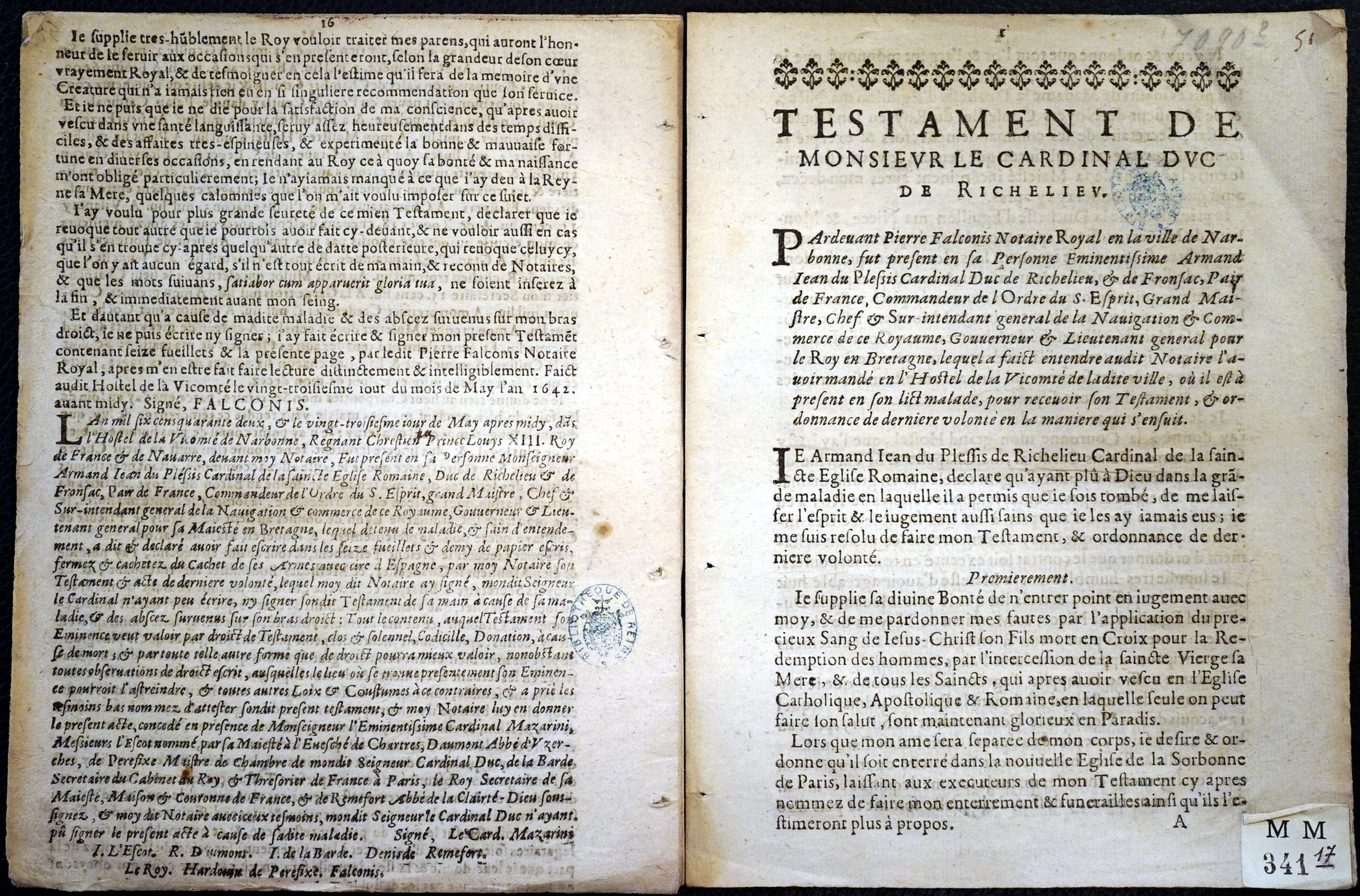
Son testament, bibliothèque Carnegie (Reims).

À sa mort, le cardinal-duc de Richelieu laissa une grande fortune, estimée à une vingtaine de millions de livres répartie entre terres, immeubles, bénéfices, prébendes issus des quinze abbayes dont il est abbé commendataire (Cluny, Marmoutiers, Cîteaux, la Chaise-Dieu, Redon, Saint-Benoît-sur-Loire,), créances, argent et bijoux. Sa répartition était précisée dans un testament rédigé en mai 1642 à Narbonne avec comme exécuteurs testamentaires le chancelier Séguier, le secrétaire d'État Claude Bouthillier et le secrétaire d'État à la guerre Sublet de Noyers. Ceux-ci, avec Alphonse, archevêque de Lyon et frère du défunt, ainsi que de manière officieuse, mais essentielle, la duchesse d'Aiguillon durent régler les contestations soulevées par Mlle de Brézé, oubliée par le cardinal et qui revendiquait un statut d'héritière ab intestat et par le Grand Condé grâce à son mariage avec Claire-Clémence de Maillé-Brézé, nièce maternelle du cardinal-duc. Si un accord fut trouvé avec la première dès 1631, il fallut attendre 1674 pour que le conflit avec le second soit réglé.

#### Légataires
Les légataires de Richelieu étaient :
- le roi Louis XIII qui reçut, définitivement, le Palais-Cardinal (offert dès 1636 mais dont Richelieu avait conservé l'usufruit) et son mobilier, l’hôtel de Sillery, 1 500 000 livres en monnaie, le grand diamant blanc Richelieu, la « chapelle d'or et de diamants » ;
- comme légataire universel, son petit-neveu Armand-Jean de Vignerot du Plessis, reçut les créances de son propre père, le duché de Richelieu, les terres de Saintonge, le domaine de Brouage, la Ferté-Bernard et nombre de meubles et immeubles ;
- Jean Armand de Maillé de Brézé, fils d'Urbain ci-après et neveu maternel de Richelieu, qui hérita de plus de 1,7 million de livres sous diverses formes ;
- Marie-Madeleine de Vignerot d'Aiguillon qui hérita quant à elle du Petit Luxembourg, de terres, de bijoux, d'une rente et de son douaire ;
- le marquis de Pont-Courlay qui reçut 200 000 livres d'argent et 65 000 livres de rentes ;
- Urbain de Maillé, maréchal de Brézé, beau-frère de Richelieu, qui reçut l'usufruit de Trèves et les dettes de sa famille ;
- 292 000 livres furent réparties entre une partie des membres de sa maison, sa « domesticité »[61].

#### Famille
La descendance directe d'Armand-Jean de Vignerot du Plessis comprend le maréchal de Richelieu, ami de Louis XV, ainsi que le duc de Richelieu, Premier ministre de Louis XVIII de 1815 à 1818.
Un des descendants de son frère, le duc d'Aiguillon, fut secrétaire d’état aux Affaires étrangères de 1771 à 1774.

### Inhumations

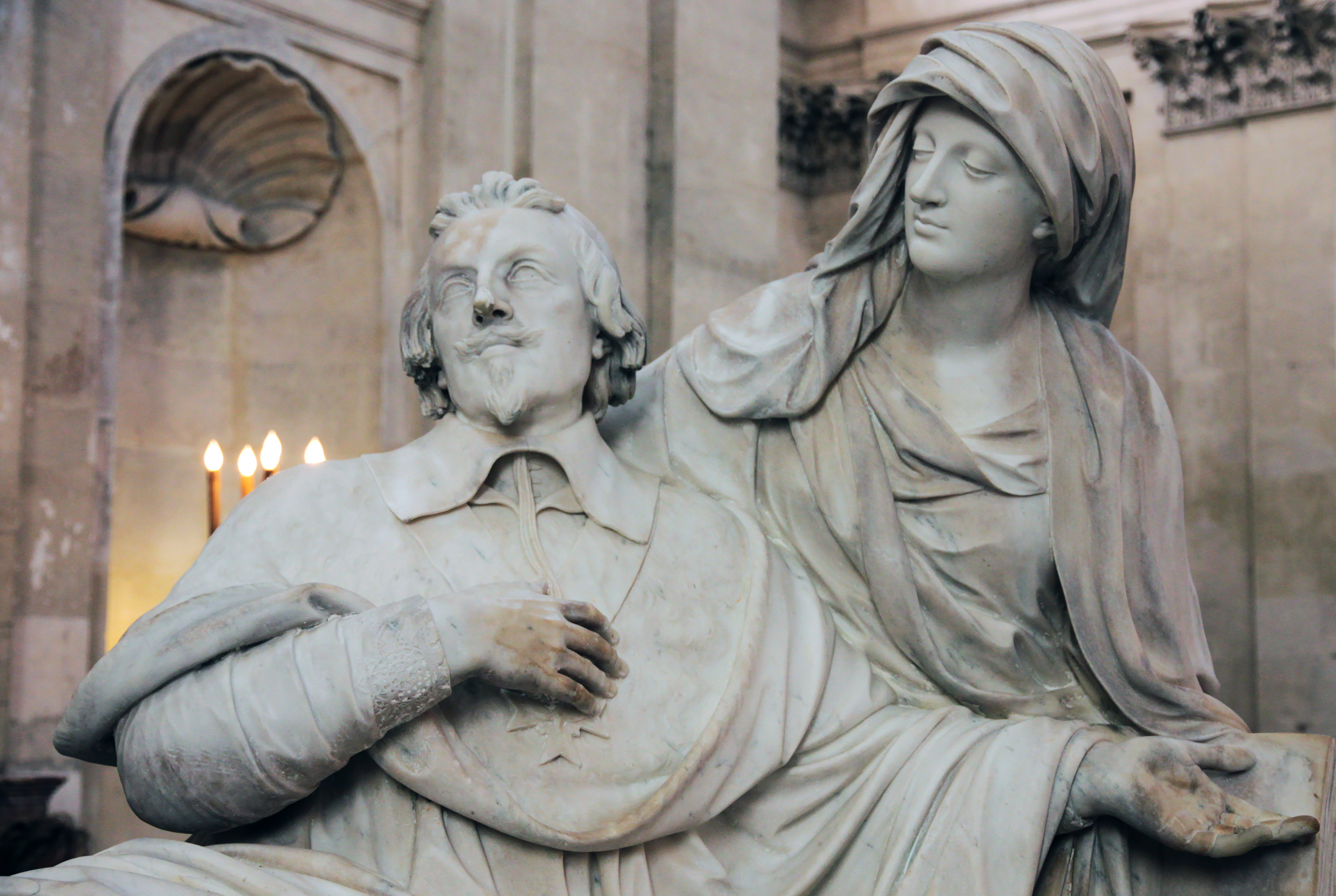
Statues du cénotaphe de Richelieu dans la chapelle de la Sorbonne.

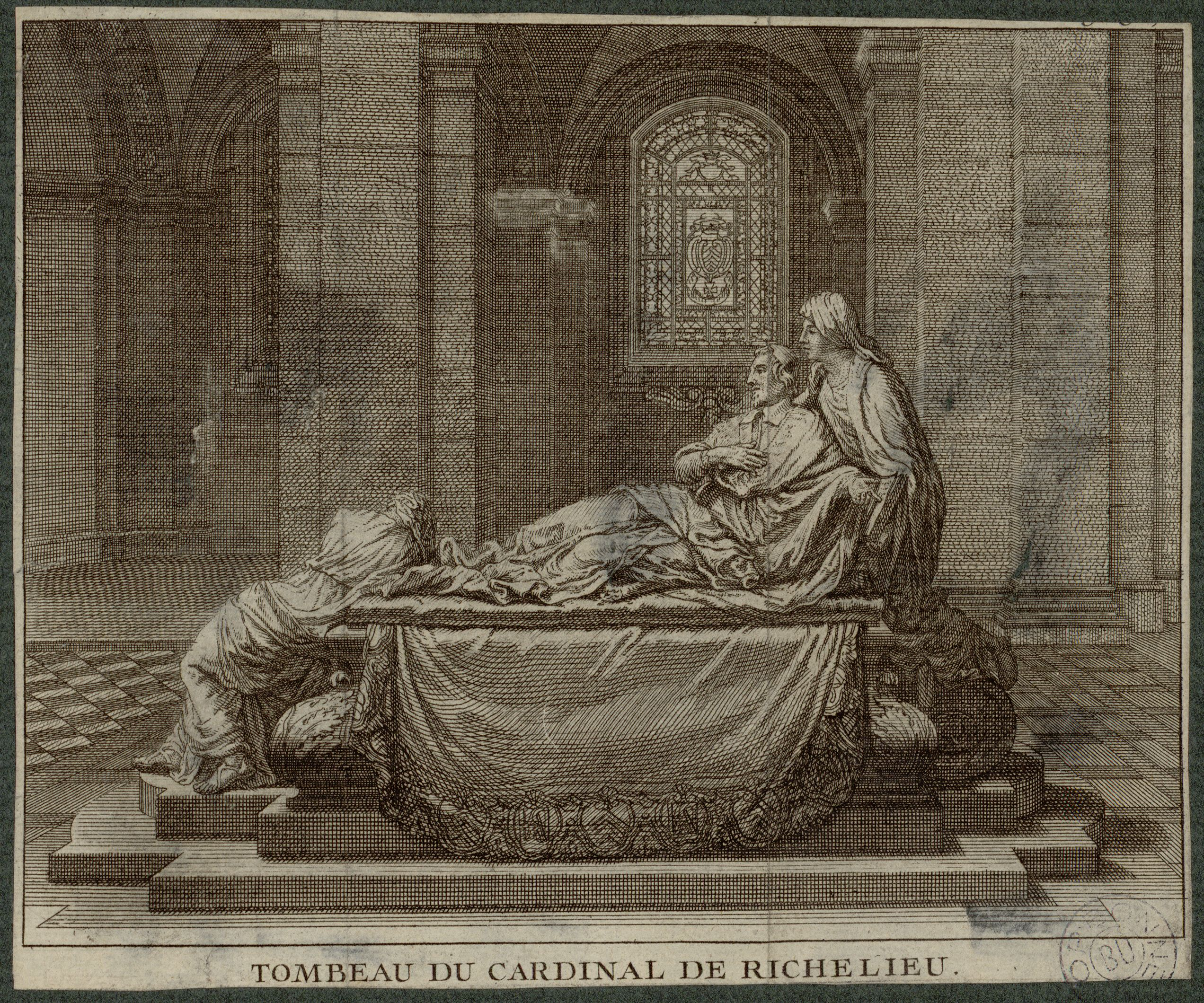
Estampe du tombeau de Richelieu.

Le corps du cardinal est inhumé dans la chapelle de la Sorbonne, puis dans un caveau sous un mausolée en marbre de Carrare commandé par son héritière la duchesse d'Aiguillon, sculpté par François Girardon à partir de dessins de Le Brun ; il ne fut achevé qu’en 1694. Ce monument funéraire supporte un groupe sculpté représentant le cardinal demi-couché, une main sur son cœur et sur le cordon de l’Ordre du Saint-Esprit, l'autre ouverte sur le livre, les yeux tournés vers l’autel et le Créateur, s'abandonnant dans les bras de l'allégorie de la Piété et à ses pieds l'allégorie de la Doctrine chrétienne (ou de la Science ?)[précision nécessaire] également affligée de sa mort. Sur les côtés, deux anges portent ses armoiries, qui se trouvent reproduites sur les vitraux des trois fenêtres qui éclairent le porche intérieur. Au-dessus de lui pend, à trente pieds de hauteur, le chapeau rouge authentique du cardinal orné de glands de la même couleur. Selon la légende, lorsque le cordon lâchera, le chapeau tombera et l’âme du cardinal montera au Paradis.
Le 5 décembre 1793, les révolutionnaires saccagent son tombeau malgré l'intervention physique d'Alexandre Lenoir. Ils exhument le corps, puis le décapitent ; le reste du corps est soit jeté à la Seine soit placé dans un des caveaux de la Sorbonne faisant office de fosse commune avec ceux de plusieurs membres de sa famille, dont le Maréchal de Richelieu. Cette profanation suscite un trafic de reliques sans que l'on puisse attester leur authenticité, tels la tête, des cheveux et un petit doigt du cardinal. La tête en partie momifiée aurait été emportée par un nommé Cheval, bonnetier ou épicier rue de la Harpe qui, la Terreur finie, peut-être repentant, offre avec insistance la partie antérieure à l'abbé Boshamp lequel, à sa mort en 1805, la lègue à son tour à Nicolas Armez, maire de Plourivo. Son petit-neveu Louis Armez, député des Côtes-du- Nord apporta parfois la tête momifiée à Paris pour la montrer à ses collègues de l'Assemblée nationale.
En 1846, la tête est prêtée au peintre Bonhomé pour réaliser un portrait en pied du cardinal pour le Conseil d'État. Mise à l'abri à Saint-Brieuc où elle est exposée tous les ans lors de la remise des prix du collège, la relique revient à la Sorbonne le 15 décembre 1866 lors d'une cérémonie funèbre en présence de Victor Duruy, ministre de l'Instruction publique et d'une délégation de l'Académie française.
En 1896, Gabriel Hanotaux, ministre des Affaires étrangères et biographe du cardinal, s'empare du crâne pour l'examiner une dernière fois, en faire des photographies et des moulages,, avant de le placer dans un coffret scellé et de le faire recouvrir d'une chape de ciment armé, dans un lieu tenu secret à proximité du tombeau.
Le 4 décembre 1971, la tête est inhumée de nouveau dans la chapelle et son cénotaphe replacé à sa place originelle, au centre du chœur, lors d'une cérémonie officielle en présence de Jacques Duhamel, ministre de la Culture, des corps constitués et d'une délégation de l'Académie française.

## Héritage de Richelieu

### Pensée théologique
Même si Richelieu est principalement connu pour son implication dans les politiques du Royaume, il était d'abord un ecclésiastique. Sa pensée théologique peut être comprise au travers des quelques ouvrages qu'il a écrits avant et après sa nomination comme cardinal, eux-mêmes influencés par la doctrine du concile de Trente adoptée quelque vingt ans avant sa naissance.
À l'image de son Testament politique (1688), sa pensée spirituelle est condensée dans le Traité de la perfection du chrétien, publié après sa mort. Son contenu diverge peu des enseignements du concile de Trente. Sa seule originalité à l'époque était d'affirmer la nécessité du pardon entier en cas d'attrition, c'est-à-dire à quelqu'un voulant se repentir d'une faute sous l'effet de la honte ou de la crainte de l'Enfer, et non par amour sincère envers Dieu (ce qui est la contrition). Cette position diverge légèrement de celle du concile, qui déclara que l'attrition était une « contrition imparfaite » pouvant mener à la rémission du péché mais pas au sacrement de pénitence. À l'opposé, les théologiens jansénistes dont l'abbé de Saint-Cyran, défendaient la thèse du regret authentique comme condition nécessaire au pardon. L'imbrication du domaine religieux dans des intrigues politiques a pu laisser croire que la position du cardinal visait à s'assurer de la conscience et de la confiance du catholique Louis XIII (mais dont la moralité ne semblait guidée que par la peur de l'enfer) dans certaines de ses impitoyables manœuvres. Quoi qu'il en soit, l'historienne Françoise Hildesheimer interprète plutôt la croisade du cardinal pour l'attrition comme une façon pour lui de se déculpabiliser de sa carrière dans les plus hautes sphères de l'État, d'être en paix avec son âme de chrétien.

### Pensée politique
Les phrases suivantes sont extraites des Mémoires du cardinal de Richelieu et de son Testament politique.

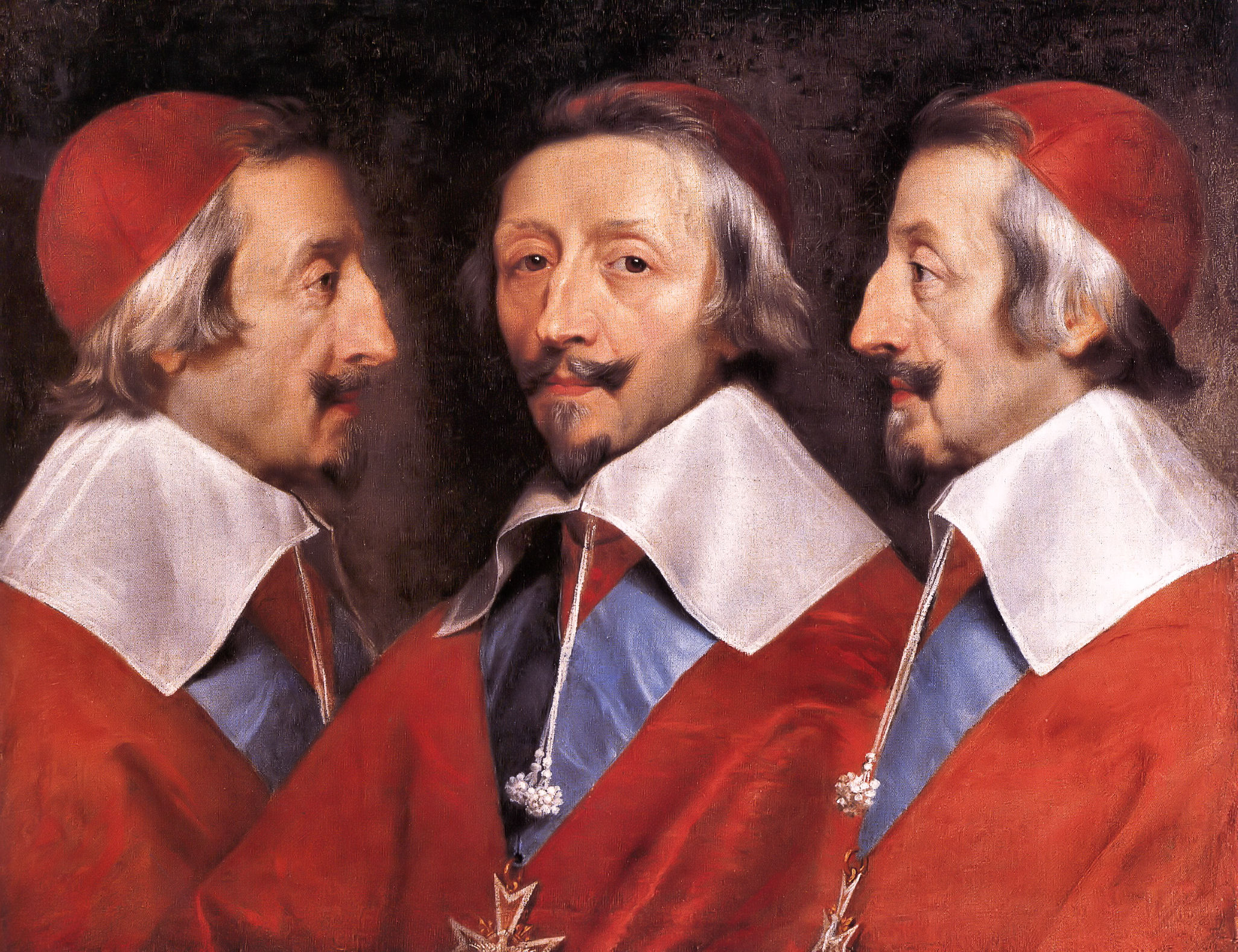
Triple portrait du Cardinal de Richelieu par Philippe de Champaigne, Londres, National Gallery.

- « La politique consiste à rendre possible ce qui est nécessaire. »
- « Plus on est honoré et respecté, plus il faut faire l'humble et le respectueux. »
- « Des petites étincelles naissent les grands embrasements. »
- « Faire une Loi et ne pas la faire exécuter, c'est autoriser la chose que l'on veut défendre. »
- « Il faut dormir comme un lion, sans fermer les yeux. »
- « Il ne faut pas se servir des gens de bas-lieu : ils sont trop austères et trop difficiles. »
- « L'autorité contraint à l'obéissance, mais la raison y persuade. »
- « La méthode ne vaut que par l'exécution. »
- « Sire, il est question de couper la gorge aux duels, ou bien de couper la gorge aux lois de Votre Majesté. »
- « Les rois n'ont pas de pieds pour marcher en arrière. »
- « Nul ne voit jamais si clair aux affaires d'autrui que celui à qui elles touchent le plus. »
- « Perdre bientôt la mémoire d'un bienfait est le vice des Français. »
- « Pour perdre un rival, l'artifice est permis : on peut tout employer contre ses ennemis. »
- « Poursuivre lentement un dessein, et le divulguer, est identique à parler d'une chose pour ne pas la faire. »
- « Qui a la force a souvent la raison, en matière d'État. »
- « Savoir dissimuler est le savoir des rois. »
- « Le secret est l'âme des affaires. »
- « Donnez-moi deux lignes de la main d'un homme, et j'y trouverai de quoi suffire à sa condamnation. »
- « Les dépenses les plus nécessaires pour la subsistance de l'État étant assurées, le moins qu'on peut prélever sur le peuple est le meilleur. »
- « Il en est des États comme des corps humains : la bonne couleur qui apparaît au visage de l'homme fait juger au médecin qu'il n'y a rien de gâté au-dedans. »
- « Il faut écouter beaucoup et parler peu, pour bien agir au gouvernement d'un État. »
- « Il n'y a pas au monde de nation si peu propre à la guerre que la nôtre. »
- « En matière d'État, il faut tirer profit de toutes choses, et ce qui peut être utile ne doit jamais être méprisé. »
- « En matière de crime d'État, il faut fermer la porte à la pitié. »
- « Si Dieu défendait de boire, aurait-il fait ce vin si bon ? »
- « Quand une fois j'ai pris ma résolution, je vais droit au but et renverse tout de ma robe rouge. »
- « Les plus nobles conquêtes sont celles des cœurs et des affections. »

Pour le cardinal de Richelieu, l'expulsion des morisques fut « la proposition la plus audacieuse et la plus barbare dont fasse mention l'histoire de tous les siècles passés ».

### Écrits
Le cardinal a beaucoup écrit et sous les formes les plus diverses, notamment pour justifier les objectifs de sa politique et ses actes.
- Thèse de doctorat à la Sorbonne, 1606.
- Ordonnances synodales, 1610[74],[75].
- Brève et facile instruction pour les confesseurs, 1610[76].
- La Défense des principaux points de la foi catholique contre la lettre des quatre ministres de Charenton, 1617[77].
- Œuvres théologiques, 1647.
  - Tome I « Traité de la perfection du Chrétien », Paris, Honoré Champion éd., 2002, 500 p.[78]
  - Tome II « Traité qui contient la méthode la plus facile et la plus assurée pour convertir ceux qui se sont séparés de l’Église », Archives de sciences sociales des religions, juin 2007, document 138-75.
- Succincte narration des grandes actions du Roy Louis XIII[79].
- Mémoires, nouvelle édition, 10 vol., Paris, Société de l’histoire de France, 1908-1931.
- Testament politique.** édition critique, introd. et notes par L. André ; préface de Léon Noèl, de l'Institut. Paris, Robert Laffont, 1947.
  - édition présentée par Arnaud Teyssier, Tempus Perrin, 2017, 352 p.  (ISBN 978-2-2620-7223-0) .
- Pierre Grillon ( éd.) (préf. Roland Mousnier), Les Papiers de Richelieu : Section Politique intérieure. Correspondance et papiers d'État, t. I : 1624-1626, Paris, Éditions A. Pedone, coll. « Monumenta Europae historica », 1975, 621 p. (ISBN 978-2-233-00007-1, BNF 36598026, présentation en ligne).
- Pierre Grillon ( éd.), Les Papiers de Richelieu : Section Politique intérieure. Correspondance et papiers d'État, t. II : 1627, Paris, Éditions A. Pedone, coll. « Monumenta Europae historica », 1977, 773 p. (ISBN 978-2-233-00041-5, BNF 36598107, présentation en ligne).
- Pierre Grillon ( éd.), Les Papiers de Richelieu : Section Politique intérieure. Correspondance et papiers d'État, t. III : 1628, Paris, Éditions A. Pedone, coll. « Monumenta Europae historica », 1979, 645 p. (ISBN 978-2-233-00063-7, BNF 36598245, présentation en ligne).
- Pierre Grillon ( éd.), Les Papiers de Richelieu : Section Politique intérieure. Correspondance et papiers d'État, t. III bis : Index des tomes I, II et III, corrections et additions (1624-1628), Paris, Éditions A. Pedone, coll. « Monumenta Europae historica », 1980, 167 p. (ISBN 978-2-233-00076-7, BNF 36598675, présentation en ligne).
- Pierre Grillon ( éd.), Les Papiers de Richelieu : Section Politique intérieure. Correspondance et papiers d'État, t. IV : 1629, Paris, Éditions A. Pedone, coll. « Monumenta Europae historica », 1980, 780 p. (ISBN 978-2-233-00085-9, BNF 36601618, présentation en ligne).
- Pierre Grillon ( éd.), Les Papiers de Richelieu : Section Politique intérieure. Correspondance et papiers d'État, t. V : 1630, Paris, Éditions A. Pedone, coll. « Monumenta Europae historica », 1982, 778 p. (ISBN 978-2-233-00110-8, BNF 36604542).
- Pierre Grillon ( éd.), Les Papiers de Richelieu : Section Politique intérieure. Correspondance et papiers d'État, t. VI : 1631, Paris, Éditions A. Pedone, coll. « Monumenta Europae historica », 1985, 811 p. (ISBN 978-2-233-00159-7, BNF 36618758).
- Mémoires, par le Cardinal de Richelieu. Réédition, éditions Paleo, coll. Sources de l'histoire de France.
- Testament politique, par le Cardinal de Richelieu.* Marie-Catherine Vignal Souleyreau, Le Cardinal de Richelieu à la conquête de la Lorraine : correspondance, 1633, Paris, L'Harmattan, 2010, 783 p., broché (ISBN 978-2-296-11566-8, OCLC 613308516, BNF 42193346).
- Marie-Catherine Vignal Souleyreau, Le Trésor pillé du roi : correspondance du cardinal de Richelieu, année 1634, 2 vol., L'Harmattan, Paris, 2012.
- Marie-Catherine Vignal Souleyreau, Le cardinal de Richelieu à la conquête de la Lorraine : Correspondance, 1633, Paris, L'Harmattan, 786 p. (ISBN 978-2-296-11566-8, BNF 42193346).

### Bibliothèque personnelle
Provenant de récupérations autoritaires comme de prospections et d'achats systématiques, la bibliothèque de Richelieu est considérée par ses contemporains comme le plus grand rassemblement de livres réalisé. Elle nous est connue par les inventaires qui en ont été dressés à sa mort, qui recensent 6 135 volumes conservés au Palais-Cardinal, et 250 au château de Rueil.
Au terme de l'étude qu'il lui a consacrée, Jörg Wollenberg (de) a ainsi pu conclure que « la bibliothèque du Palais-Cardinal reflète […] l'intention du cardinal de l'emporter sur ses adversaires par la supériorité de ses arguments démonstratifs… Il s'agissait d'une source d'informations, d'un lieu où se documenter pour préparer, fonder et justifier des objectifs à long terme ». C'est un fait : les livres et manuscrits dont aime à s'entourer Richelieu ne sont pas matière à une instruction désintéressée, mais bien davantage des instruments de documentation, de réflexion et de décision. À cette fin, est proposé au prince un répertoire des livres utiles pour l'exercice de la souveraineté, établissant en outre une sorte de service réciproque entre l'État absolu qui met en œuvre le pouvoir et la bibliothèque publique qui permet l'accès au savoir.

### Œuvre architecturale

#### Sorbonne
Docteur de la Sorbonne en 1606, élu le 29 août 1622 proviseur de la Maison et Société de Sorbonne, Richelieu entreprend un ambitieux programme de rénovation du collège et de sa chapelle pour lequel il a dépensé 500 000 livres et où il est enterré.

#### Palais cardinal (actuel Palais-royal)
En 1624, Richelieu achète l’hôtel Forget de Fresnes (ancien hôtel de la famille d'Angennes de Rambouillet) qui présente pour lui le double avantage d’être proche du Louvre et d’être bordé par un fragment de l’enceinte de Charles V qui peut, s'il est démoli, fournir un grand espace en pleine ville derrière son hôtel. C'est le cas en 1633, un brevet royal lui donnant la propriété des terrains. Il entreprend alors, en faisant appel à l’architecte Jacques Lemercier à partir de 1627, la transformation de l’hôtel en un véritable palais, le Palais-Cardinal, avec des appartements somptueux et une salle de théâtre qui demeurera longtemps la plus belle de Paris. Sauval a laissé des témoignages précis sur les décors du palais, en particulier la célèbre galerie des Hommes Illustres qui comportait, accompagnés de quatre statues et trente-huit bustes de marbres antiques, vingt-cinq portraits (dont celui de Louis XIII et le sien) peints par Philippe de Champaigne et Simon Vouet.

#### Cité de Richelieu

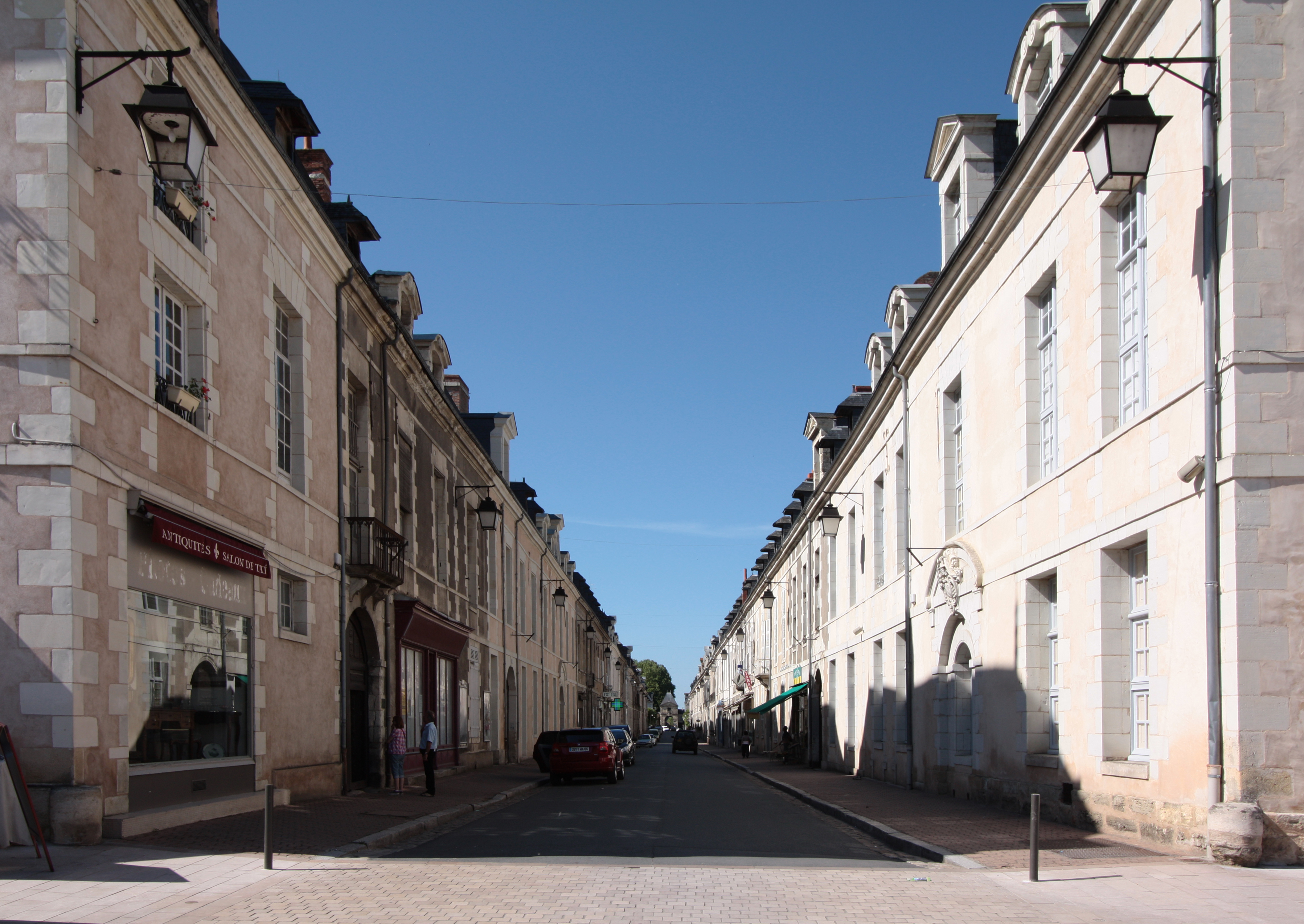
Grand Rue de la ville fortifiée de Richelieu.

En 1631, au faîte de sa puissance, il obtient du roi l'autorisation de construire en Touraine le château et la cité fortifiée de Richelieu, en lieu et place du domaine de ses ancêtres où il vécut sa prime enfance. Il en confie la réalisation à son architecte favori Jacques Lemercier et y fait travailler les plus grands artistes de son temps. Si le château, très admiré de ses contemporains, a en grande partie disparu, la ville, conçue comme une cité idéale à deux foyers, est considérée aujourd'hui comme l'un des chefs-d'œuvre de l'urbanisme occidental du XVIIe siècle.

#### Château du Val à Rueil
En 1633, Richelieu acquiert à Rueil le château du Val, qu'il aménage à grand frais pendant des années pour en faire un véritable palais et qui devient sa résidence favorite. Loin des cabales et du bruit de la ville, il est idéalement placé sur la route entre Paris et Saint-Germain-en-Laye, où le roi aime aller chasser.

## La petite histoire

### Quelques allusions à la galanterie supposée du cardinal
Trois sources, jamais attestées ni documentées par les historiens, prêtent des liaisons au cardinal : les Historiettes de Tallemant des Réaux où il affirme que « le Cardinal aimait les femmes ; mais il craignait que le roi soit médisant », Galanterie des rois de France d'Henri Sauval et l’album du maréchal de Bassompierre. 
Selon Tallemant des Réaux et l’ouvrage Galanteries des rois de France, Marion Delorme, courtisane notoire, serait concernée. 
Ensuite, Marie-Madeleine de Vignerot d'Aiguillon, la nièce même du cardinal, femme d’une grande beauté, plus connue sous le nom de Madame d’Aiguillon ; une chanson sarcastique de l’époque lui suppose sans équivoque des relations avec elle et brocarde également la princesse de Condé, maîtresse du cardinal de La Valette : « La Combalet et la princesse, ne pensant point faire de mal, et ne s’en iront point à confesse, d’aimer chacune un cardinal, car laisser lever sa chemise, et mettre ainsi leur corps à l’abandon, n’est que se soumettre à l’église, qui leur donnera son pardon ». Des enfants seraient nés de cette liaison ; le journal d’Olivier Lefèvre d'Ormesson mentionne que, le 16 août 1647, la belle-sœur de Mme d’Aiguillon présente une requête pour désavouer ses enfants, en affirmant qu’ils sont en réalité ceux de Mme d’Aiguillon et du Cardinal. 
Enfin, toujours selon Tallemant, dans ses Historiettes, il y aurait eu Madame de Chaulnes, femme du maréchal Honoré d'Albert.

### Les chats, fidèles compagnons du cardinal

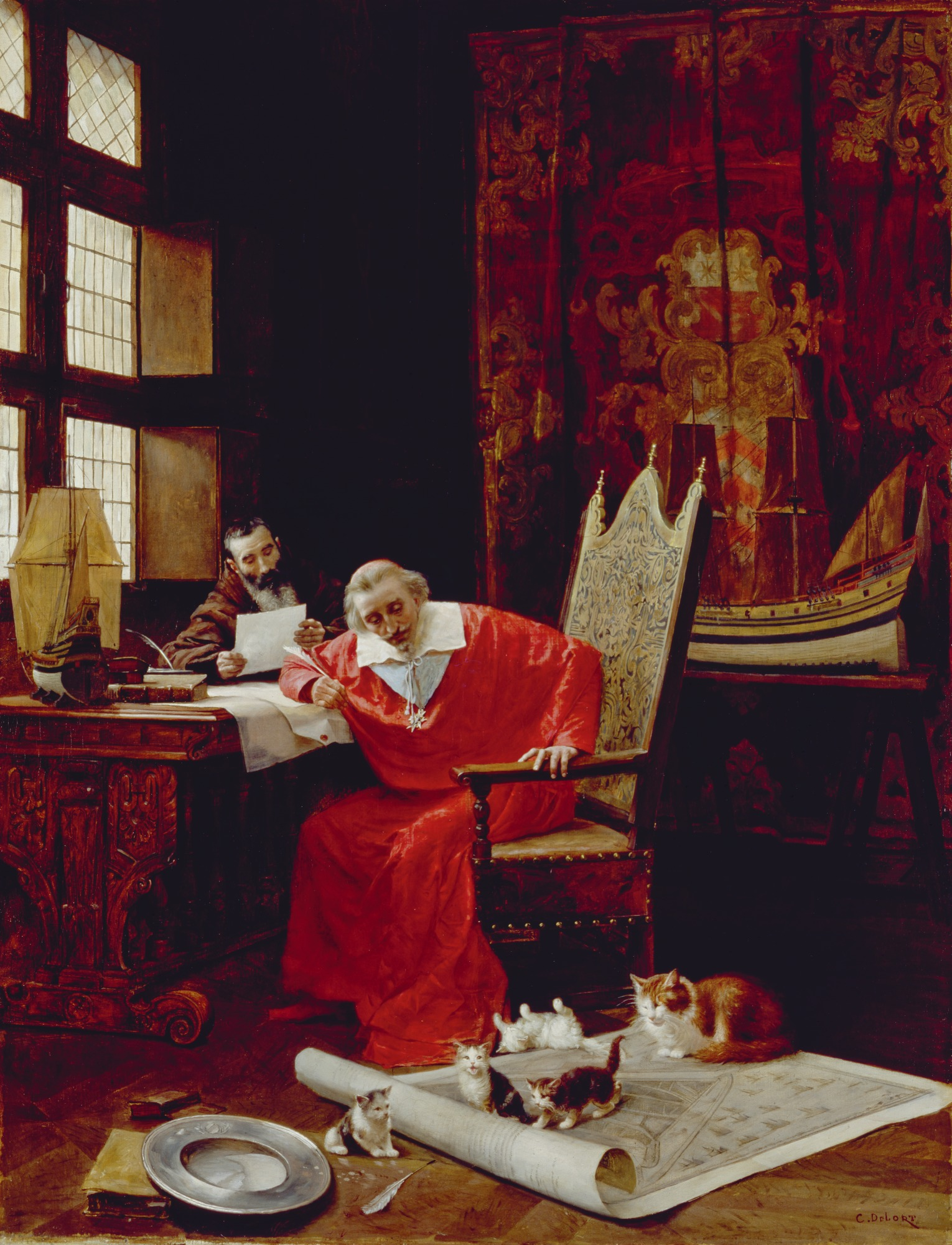
La distraction de Richelieu, en compagnie de ses chats (Lucifer, Félimare, Ludovic-le-Cruel…) - (Huile sur toile, Charles Édouard Delort (av. 1885, Detroit Institute of Arts).

Le cardinal de Richelieu aimait beaucoup les chats. Il fit installer une chatterie au Palais-Cardinal même, et les diverses chroniques rapportent qu'il avait toujours un chat sur ses genoux tandis qu'il travaillait, tout vêtu de rouge, à son bureau. On lui doit d'avoir beaucoup contribué à les faire considérer comme des animaux de compagnie. À sa mort, il en possédait quatorze, la plupart des persans au poil Angora, dont les noms sont parvenus jusqu'à nous : Félimare, Lucifer, Ludovic-le-Cruel, Ludoviska, Mimi-Piaillon, Mounard-le-Fougueux, Perruque, Rubis-sur-l'ongle, Serpolet, Pyrame, Thisbe, Racan, Soumise et Gazette.

## Représentation dans les arts et la culture
Le Cardinal de Richelieu a été l'objet de très nombreuses représentations artistiques.